# Marinebasis Den Helder

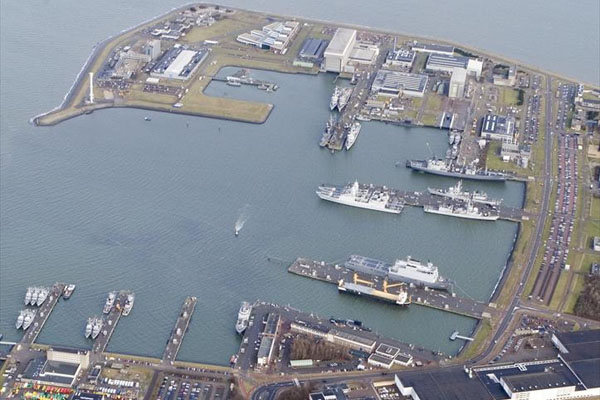
Luftaufnahme der Marinebasis Den Helder

Die Marinebasis Den Helder ist ein niederländischer Marinestützpunkt der Koninklijke Marine in Den Helder. Mit Beschluss aus dem Jahre 1947 wurde der Nieuwe Haven errichtet und ist seit 1954 Hauptstützpunkt der Koninklijke Marine.
Das örtliche Marinemuseum Den Helder am alten Hafen, der seit den Anfangszeiten des niederländischen Königreichs als Standort gedient hatte, stellt die Geschichte der Niederländischen Marine vor.